# Superkubok SSSR 1981
La Superkubok SSSR 1981 è stata la 2ª edizione della Supercoppa dell'Unione Sovietica.
La competizione si è svolta in gara unica tra Dinamo Kiev, vincitore del campionato e Šachtar, vincitore della coppa nazionale.
A conquistare il trofeo è stata la Dinamo Kiev, che ha battuto ai rigori lo Šachtar.

## Tabellino
| Arbitro: | Muškovec (Mosca) |

|                                           |                      |                                                     |
| Bojko 41’                                 | Marcatori            | 52’ Kravčenko                                       |
| Jurčyšyn Blochin Bezsonov Baltača Kon'kov | Tiri di rigore 5 – 4 | Sokolovskij Bondarenko Gorbunov Kravčenko Staruchin |